# Marc Papiri Cras (cònsol 441 aC)
Marc Papiri Cras o Mani Papiri Cras (en llatí: Marcus o llatí: Manius Papirius Crassus) va ser un magistrat romà. Formava part de la gens Papíria, i era de la família dels Crassí.
Va ser elegit cònsol l'any 441 aC juntament amb Gai Furi Pacil Fus.